# Judiz
Als Judiz (lat. judicium Urteil, iudicare Recht sprechen) bezeichnet man ein spezifisches juristisches Urteilsvermögen.
Insbesondere ein Richter benötigt ein gutes Judiz, also die Fähigkeit, schnell die entscheidungserheblichen Tatsachen zu erkennen und die richtige Lösung für einen Rechtsfall zu finden, um so die Verhandlung leiten und später sein Urteil sprechen zu können. Aber auch für den Rechtsanwalt und alle sonst in juristischen Berufen arbeitenden Menschen ist ein gutes Rechtsempfinden unentbehrlich.
Judiz lässt sich beschreiben als Fähigkeit, einen Rechtsfall intuitiv zu bewerten. Hält die Bewertung einer methodengerecht erarbeiteten Falllösung stand, so ist das Judiz gut entwickelt. 
Zu einer methodengerecht erarbeiteten Bewertung sind Richter nach den jeweiligen Verfahrensordnungen, Rechtsanwälte vor allen Dingen unter Regressgesichtspunkten verpflichtet. Eine juristische Arbeitsmethode zur schnellstmöglichen Erfassung, Ordnung und Beurteilung eines komplexeren zivilrechtlichen Streitstoffs bietet die Relationstechnik.
Hilfreich für die Entwicklung eines guten Judizes ist ein Bewusstsein für den dem Rechtsstreit zugrunde liegenden konkreten Konflikt, ein Gespür für die in Betracht kommenden Interessenbewertungen und die Kenntnis, wie Gesetz und Rechtsprechung bei vergleichbaren Konflikten typischerweise einen Interessenausgleich vornehmen.
Das Ergebnis der richterlichen Rechtsanwendung wird zusammenfassend als Judikatur bezeichnet.

## Judiz im spirituellen Sinn
In der westlichen christlichen Tradition gilt bonum judicium (in den Schriften mit gutes Judiz oder gutes Urteil übersetzt) als wichtiges Vermögen des Menschen. Vor allem in der ignatianischen Spiritualität nimmt das Judiz eine zentrale Stellung ein. In den Satzungen der Gesellschaft Jesu ist das gute Judiz unabdingbare Eigenschaft sowohl für den Kandidaten für die Zulassung zum Orden wie bei denen für ein Amt im Orden.